# Bison de Higgs
Ne doit pas être confondu avec Boson de Higgs.
«  Clade X (bison) » redirige ici. Ne pas confondre avec le virus Clade X.
Le Bison de Higgs, ou Clade X, est une espèce de bison disparue à la fin du Pléistocène supérieur. C'est l'ancêtre du bison européen actuel.

## Étymologie
L'existence de l'espèce a d'abord été théorisée à la suite de l'analyse de l'ADN mitochondrial de restes fossiles de bisons, qui semblaient appartenir à une espèce hybride, croisement entre l'aurochs et le bison des steppes.
L'absence de fossiles entiers connus de cette espèce ainsi que l'ampleur des études destinées à confirmer indirectement son existence ont conduit les chercheurs à la surnommer « bison de Higgs » par analogie avec la quête du boson de Higgs, particule postulée théoriquement en 1964, et dont l'existence n'a été confirmée expérimentalement qu'en 2012.

## Découverte
Une équipe internationale menée par des chercheurs de l'université d'Adélaïde a montré en 2016 que le bison européen actuel est le produit d'une hybridation ayant eu lieu il y a plus de 120 000 ans entre le bison des steppes et l'aurochs, tous deux disparus aujourd'hui.
L'espèce, ancêtre du bison européen, découverte par cette équipe a été nommée provisoirement « Clade X ».
Les bisons « Clade X »  (surnommés « bisons de Higgs ») et les bisons des steppes ont dominé alternativement la mégafaune du Pléistocène, au gré des changements climatiques et environnementaux, ce que confirment les deux aspects morphologiques distincts des bisons représentés dans les peintures pariétales. La forme correspondant à la morphologie du bison des steppes (longues cornes, grosse bosse, proche du bison d'Amérique actuel) prédomine dans les peintures antérieures à −18 000 ans[pas clair]. La forme correspondant au « bison de Higgs » (cornes plus courtes, bosse moins prononcée, proche du bison d'Europe actuel) prédomine dans les peintures de la période magdalénienne,.